# Elite Soccer
Elite Soccer est un jeu vidéo de football développé par Rage Software et édité par GameTek, sorti en 1994 sur Super Nintendo et Game Boy. Le jeu se nomme World Cup Striker en Allemagne et au Japon sur Super Nintendo et Soccer en Europe sur Game Boy.

## Accueil
- Aktueller Software Markt : 11/12 (SNES)[1] - 11/12 (GB)[2]
- Electronic Gaming Monthly : 142/200 (SNES)[3]
- GamePro : 2,5/5 (GB)[4]
- Video Games : 82 % (SNES)[5]